# Andrei Pavel
Andrei Pavel (ur. 27 stycznia 1974 w Konstancy) – rumuński tenisista, reprezentant w Pucharze Davisa, olimpijczyk.

## Kariera tenisowa
Treningi tenisowe rozpoczął w wieku 8 lat, jako 16-latek przeniósł się do Niemiec. Był czołowym juniorem świata, wygrywając w tej kategorii wiekowej French Open 1992. W 1992 roku był również w półfinale juniorskiego Wimbledonu.
Jako zawodowy tenisista Pavel występował w latach 1995–2009.
W grze pojedynczej wygrał 3 turnieje o randze ATP World Tour. Awansował ponadto do 6 finałów.
W grze podwójnej wygrał 6 turniejów z cyklu ATP World Tour, a w dalszych 5 osiągnął finały. Był półfinalistą wielkoszlemowego French Open 2006, w parze z Alexandrem Waske.
W 1991 roku zadebiutował w reprezentacji Rumunii w Pucharze Davisa. Wygrał łącznie 40 meczów, a 22 przegrał.
W grze pojedynczej startował 4 razy w igrzyskach olimpijskich, zawsze odpadając w 1 rundzie – w 1992 roku w Barcelonie, 4 lata później w Atlancie, w 2000 roku w Sydney oraz w 2004 roku w Atenach. Również 3 razy przegrywał w 1 rundzie debla, w 1996 roku w parze z Dinu Pescariu, w 2000 roku z Gabrielem Trifu i w 2004 roku z Victorem Hănescu.
W rankingu gry pojedynczej Pavel najwyżej był na 13. miejscu (25 października 2004), a w klasyfikacji gry podwójnej na 18. pozycji (30 kwietnia 2007).

### Finały w turniejach ATP World Tour
| Legenda                                      |
| -------------------------------------------- |
| Wielki Szlem                                 |
| Igrzyska olimpijskie                         |
| Tennis Masters Cup / ATP Finals              |
| ATP Masters Series / ATP Tour Masters 1000   |
| ATP International Series Gold / ATP Tour 500 |
| ATP International Series / ATP Tour 250      |

#### Gra pojedyncza (3–6)
| Końcowy wynik | Nr | Data             | Turniej          | Nawierzchnia  | Przeciwnik         | Wynik finału        |
| ------------- | -- | ---------------- | ---------------- | ------------- | ------------------ | ------------------- |
| Zwycięzca     | 1. | 19 kwietnia 1998 | Tokio            | Twarda        | Byron Black        | 6:3, 6:4            |
| Finalista     | 1. | 2 maja 1999      | Monachium        | Ceglana       | Franco Squillari   | 4:6, 3:6            |
| Finalista     | 2. | 20 czerwca 1999  | ’s-Hertogenbosch | Trawiasta     | Patrick Rafter     | 6:3, 6:7(7), 4:6    |
| Zwycięzca     | 2. | 28 maja 2000     | St. Pölten       | Ceglana       | Andrew Ilie        | 7:5, 3:6, 6:2       |
| Zwycięzca     | 3. | 19 kwietnia 1998 | Montreal         | Twarda        | Patrick Rafter     | 7:6(3), 2:6, 6:3    |
| Finalista     | 3. | 2 listopada 2003 | Paryż            | Twarda (hala) | Tim Henman         | 2:6, 6:7(6), 6:7(2) |
| Finalista     | 4. | 1 maja 2005      | Monachium        | Ceglana       | David Nalbandian   | 4:6, 1:6            |
| Finalista     | 5. | 27 maja 2006     | Pörtschach       | Ceglana       | Nikołaj Dawydienko | 0:6, 3:6            |
| Finalista     | 6. | 29 lipca 2007    | Umag             | Ceglana       | Carlos Moyá        | 4:6, 2:6            |

#### Gra podwójna (6–5)
| Końcowy wynik | Nr | Data             | Turniej    | Nawierzchnia    | Partner         | Przeciwnicy                            | Wynik finału      |
| ------------- | -- | ---------------- | ---------- | --------------- | --------------- | -------------------------------------- | ----------------- |
| Zwycięzca     | 1. | 20 września 1998 | Bukareszt  | Ceglana         | Gabriel Trifu   | George Cosac Dinu Pescariu             | 7:6, 7:6          |
| Finalista     | 1. | 14 lutego 1999   | Petersburg | Dywanowa (hala) | Menno Oosting   | Jeff Tarango Daniel Vacek              | 6:3, 3:6, 5:7     |
| Finalista     | 2. | 8 stycznia 2005  | Doha       | Twarda          | Michaił Jużny   | Albert Costa Rafael Nadal              | 3:6, 6:4, 3:6     |
| Zwycięzca     | 2. | 31 lipca 2005    | Kitzbühel  | Ceglana         | Leoš Friedl     | Christophe Rochus Olivier Rochus       | 6:2, 6:7(5), 6:0  |
| Finalista     | 3. | 18 września 2005 | Bukareszt  | Ceglana         | Victor Hănescu  | José Acasuso Sebastián Prieto          | 3:6, 6:4, 3:6     |
| Zwycięzca     | 3. | 14 stycznia 2006 | Auckland   | Twarda          | Rogier Wassen   | Simon Aspelin Todd Perry               | 6:3, 5:7, 10–4    |
| Zwycięzca     | 4. | 7 maja 2006      | Monachium  | Ceglana         | Alexander Waske | Alexander Peya Björn Phau              | 6:4, 6:2          |
| Zwycięzca     | 5. | 16 lipca 2006    | Gstaad     | Ceglana         | Jiří Novák      | Marco Chiudinelli Jean-Claude Scherrer | 6:3, 6:1          |
| Finalista     | 4. | 25 lutego 2007   | Rotterdam  | Twarda (hala)   | Alexander Waske | Martin Damm Leander Paes               | 3:6, 7:6(5), 7–10 |
| Zwycięzca     | 6. | 29 kwietnia 2007 | Barcelona  | Ceglana         | Alexander Waske | Rafael Nadal Bartolomé Salvá-Vidal     | 6:3, 7:6(1)       |
| Finalista     | 5. | 24 maja 2009     | Kitzbühel  | Ceglana         | Horia Tecău     | Marcelo Melo André Sá                  | 7:6(9), 2:6, 7–10 |